# Barrio El Salto (Santiago de Chile)

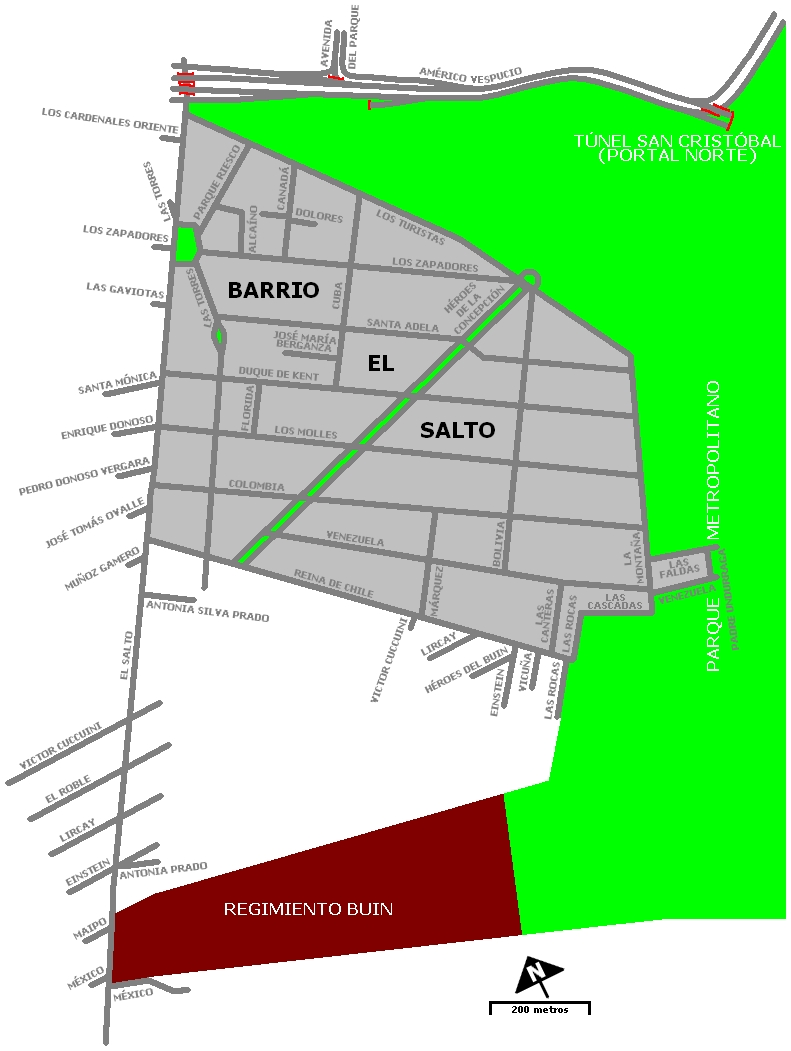
Plano del comuna El Salto. Se muestra, como límite sur, la Avenida Reina de Chile. Se ve, además, la ubicación del Regimiento Buin, del Portal Norte del Túnel San Cristóbal, y de parte del Parque Metropolitano de Santiago.

Barrio El Salto es un populoso y antiguo barrio de Santiago de Chile, en la comuna de Recoleta. Limita por el norte y por el oriente con el Parque Metropolitano de Santiago, y por el poniente con la Avenida El Salto. Algunos planos indican como límite sur la Avenida Reina de Chile, aunque hay textos que ubican el Regimiento Buin, emplazado 750 metros al sur de esa arteria, dentro del Barrio El Salto.

## Toponimia
El Salto se refiere a la cascada generada por la Acequía madre de Huechuraba en el sector La Pirámide del Parque Metropolitano de Santiago, hecha por el Curaca Vitacura en el Chile prehispánico .

## Remodelación de Héroes de La Concepción
Héroes de La Concepción es una de las calles del Barrio. En su bandejón central se encuentran unas grandes torres de alta tensión. Bajo los cables, a principios de 1996, se comenzó a construir un modesto paseo con un sendero que recorre la artería vial de extremo a extremo, y donde se plantaron numerosos árboles (Prunus, Melias, olivos de bohemia, etc.) junto a algunos arbustos (pitosporos, entre otros), los que acompañaron a las especies que ya existían y que habían sido plantadas por los propios vecinos.
En 2008, se inició una remodelación considerada devastadora por los habitantes del sector, pues se destruyeron los jardines existentes, arrancando árboles que habían tardado años en desarrollarse y sacando los bancos que acogían a los residentes del Barrio. Además, la nueva construcción no permitiría el tránsito peatonal por el bandejón. Debido a esta oposición, la remodelación fue paralizada hasta que se modificó el proyecto, considerando el parecer de la comunidad.

## Túnel San Cristóbal
El Túnel San Cristóbal, también llamado Túnel El Salto-Kennedy, une los sectores de El Salto-Américo Vespucio (comuna de Recoleta) con Avenida Kennedy-Costanera Norte-Santa María (comuna de Vitacura) en cinco minutos. Su acceso norte se encuentra al nororiente de El Salto, por Américo Vespucio, pero su trazado original fue modificado para evitar las molestias que los ruidos iban a provocar a los vecinos del área, ya que la vía de entrada al túnel pasaba por el Barrio. El cambio de ruta tuvo, además, un gran beneficio ambiental, porque evitó intervenir cinco hectáreas vírgenes del Parque Metropolitano de Santiago.